# Suzy Bogguss
Susan Kay « Suzy » Bogguss, née le 30 décembre 1956 à Aledo (Illinois) est une chanteuse américaine de musique country. Dans les années 1980 et 1990 elle a réalisé un disque de platine et trois disque d'or, a gagné un Academy of Country Music's award.
Après une interruption de ces enregistrements au milieu des années 1990 après son mariage avec le compositeur Doug Crider, Suzy Bogguss est revenue à la musique country, mais pas avec le succès commercial précédent.
Elle sort en 1994 l'album Simpatico en duo avec Chet Atkins, toujours dans un style de country music.